# Золотарёв, Давид Алексеевич
Дави́д Алексе́евич Золотарёв (29 августа [10 сентября] 1885 или 29 августа 1885, Рыбинск, Ярославская губерния — 28 августа 1935, Мариинск, Западно-Сибирский край) — русский и советский антрополог, этнограф.

## Биография
Родился в 1885 году в семье рыбинского священника Алексея Алексеевича Золотарёва. Брат педагога и историка литературы Сергея (1872—1941?), журналиста, заведующего Тургеневской библиотекой в Париже Николая (1877—1915), литературного критика, публициста, общественного деятеля и религиозного философа Алексея (1879—1950). Окончил Рыбинскую мужскую классическую гимназию.
В 1903 году поступил на медицинский факультет Московского университета, в 1904 году был исключён за участие в студенческих волнениях. В 1904—1907 годах был в эмиграции в Париже, слушал лекции в Сорбонне и Русской технической школе. Здесь познакомился с Ф. К. Волковым; согласно свидетельству брата, «пребывание в Париже наложило свою печать на дальнейшую научную работу Давида: он до конца дней остался сторонником и приверженцем французской школы в антропологии, ближайшим учеником и последователем Ф. В. Волкова».
В 1912 году окончил физико-математический факультет Санкт-Петербургского университета. С 1916 года — магистр географии и антропологии, с 1918 года — профессор. Преподавал в Ленинградском университете (с 1921), Географическом институте (с 1925 — Географический факультет ЛГУ), Педагогическом институте имени А. И. Герцена.
Был арестован 12 декабря 1930 года по «делу Центрального бюро краеведения», в 1931 году приговорён к 3 годам лагерей. Был отправлен в Белбалтлаг. Досрочно освобождён в 1932 году, вернулся в Ленинград. Был профессором антропологии и музееведения Центрального географического музея. Вновь арестован 29 ноября 1933 года, приговорён к 5 годам лагерей. Умер в 1935 году в Сиблаге, недалеко от города Мариинска, ныне Кемеровской области. В 1956 году реабилитирован.
В 1944 году библиотека ЛГУ приобрела у наследников 3000 томов изданий по этнографии из его библиотеки, составивших отдельный фонд.

## Деятельность
С 1911 года был членом Постоянной комиссии по составлению этнографических карт при Русском Географическом обществе (в 1916—1919 годах её секретарь). Участник (в Ярославскую, Тверскую, Новгородскую, Вологодскую, Архангельскую губернии) и организатор (Верхневолжская (1921—1925), Юго-восточная (1925—1929), Северо-западная (1926—1930), Лопарская (1927)) этнографических экспедиций. В 1920-е годы заведующий русско-финским отделением Этнографического отдела Русского музея. Заведующий разрядами этнической антропологии и этнографии Российской академии истории материальной культуры. Председатель антрополого-этнографической секции Ленинградского общества изучения местного края. В 1920-е годы глава Европейского отдела Комиссии по изучению племенного состава народов СССР и сопредельных стран при АН СССР. В 1928—1930 годы секретарь отделения этнографии Государственного географического общества. Член редколлегий специальных журналов («Краеведение», «Известия РГО», «Этнография», «Человек»).
Автор более 60 научных работ по географии, антропологии, этнографии, фольклористике.
Многие из трудов были посвящены родной Ярославской губернии («Деревенские песни», «Мужик придумал», «Пешеходные экскурсии по Ярославской губернии», «Описание Рыбинска и его пристани», «Материалы по этнографии Ярославской губернии», «Рыбинск в середине XIX века по материалам экспедиции» и другие).
Составитель и автор ряда статей большого путеводителя по Волге, Оке, Каме и Белой — «Поволжье».

## Основные труды
- Антропологическое исследование великоруссов Осташковского и Ржевского уездов Тверской губернии Архивная копия от 4 марта 2016 на Wayback Machine // Ежегодник Русского антропологического общества при Императорском Санкт-Петербургском университете. — СПб.: Типография А. Розена, 1912. — Т. 4. — С. 9—66.
- Антропологические данные о великорусах южной части Новгородской Земли // Ежегодник Русского антропологического общества при Императорском Санкт-Петербургском университете. — СПб., 1915. — Т. V. — С. 27—62.
- Антропологические данные о великорусах побережья рек Сухоны и Северной Двины // Ежегодник Русского антропологического общества при Императорском Санкт-Петербургском университете. — СПб., 1916. — Т. VI. — С. 49—82.
- Изучение населения Ленинградской области // Краеведение. — 1925. — № 1—2. — С. 59—70.
- Вопросы изучения быта деревни СССР // Этнография. — 1926. — № 1—2. — С. 45—53.
- Население Поволжья: Этнографический очерк Поволжья // Поволжье. Природа, быт, хозяйство: Путеводитель по Волге, Оке, Каме, Вятке и Белой / Под ред. проф. В. П. Семёнова-Тян-Шанского; про ближайшем участии проф. Д. А. Золотарёва. — 2-е изд., испр. и доп. — Л.: Волжское государственное пароходство; Транспечать НКПС, 1926. — VIII, 591 с.: 177 иллюстраций, 16 л. карт, 8 л. планов, таблиц. — С. 99—136.
- Этнический состав населения Северо-Западной области и Карельской АССР. — Л.: Издательство АН СССР, 1926. — 117 с.: ил. Архивная копия от 1 сентября 2019 на Wayback Machine
- Лопарская экспедиция. — Л., 1927.
- Этнический состав населения Северо-западных областей и Карельской АССР. — Л., 1927. — 119 с.
- Кольские лопари. — Л., 1928.
- Обзор исследовательских работ ленинградских учреждений по антропологии, палеоэтнологии и этнографии за последние 10 лет // Человек. — 1928. — № 2—4. — С. 246—260.[7]
- Население Тверского края. — Тверь, 1929. (совместно с А. Н. Вершинским)
- Карелы СССР. — Л., 1930.